# Глушков, Николай Тимофеевич
Никола́й Тимофе́евич Глушко́в (20 декабря 1918, Ключевская волость, Вятская губерния — 1 ноября 1999, Москва) — советский государственный деятель, председатель Государственного комитета СССР по ценам (1975—1986).

## Биография
Родился в крестьянской семье в деревне Холодная. Отец - Тимофей Сергеевич Глушков, представители крестьянского рода Глушковых, известны на Вятке с XVI века. Мать - Ольга Буркова, также крестьянка. Дед Николая Тимофеевича и его родители были репрессированы и провели несколько лет в лагерях в Коми АССР. Дед умер в заключении, родители вернулись в деревню в 1935 году, а затем поехали работать в город Мончегорск.
В 1956 г. окончил Всесоюзный заочный юридический институт. Кандидат экономических наук (1966). Член КПСС в 1945—91 гг.
С 1932 г. счетовод химлеспромартели. С 1933 г. учащийся Сарапульского финансово-экономического техникума.
- 1936—1937 гг. — старший бухгалтер,
- 1937—1940 гг. — главный бухгалтер в системе потребсоюза,
- 1940—1941 гг. — старший ревизор комбината «Североникель» в г. Мончегорске Мурманской области,
- 1941—1944 гг. — на Норильском горно-металлургическом комбинате: заместитель главного бухгалтера,
- 1944—1946 гг. — главный бухгалтер,
- 1946—1949 гг. — начальник финансового отдела комбината.
- 1949—1952 гг. — начальник финансового отдела Главного управления «Енисейстрой»,
- 1952—1957 гг. — директор горнопромышленного управления Министерства цветной металлургии СССР,
- 1957—1960 гг. — в Красноярском совнархозе: начальник отдела, начальник финансово-экономического управления,
- 1960—1963 гг. — заместитель,
- 1963—1965 гг. — первый заместитель председателя Красноярского совнархоза,
- 1965—1966 гг. — начальник управления,
- 1966—1973 гг. — начальник Главного планово-экономического управления Министерства цветной металлургии,
- 1973—1975 гг. — заместитель Министра цветной металлургии СССР.
- 1975—1986 гг. — председатель Государственного комитета СССР по ценам.

Депутат Совета Национальностей Верховного Совета СССР 10-11 созывов (1979—1989) от Туркменской ССР. Кандидат в члены ЦК КПСС (1986—89). Член Центральной ревизионной комиссии КПСС (1976—86).
С августа 1986 г. — персональный пенсионер союзного значения.
Похоронен на Кунцевском кладбище.
Автор автобиографической книги "Магия чисел или Россия невостребованная" (2007 год).

## Награды и звания
Награждён орденами Ленина, Трудового Красного Знамени, Красной Звезды, «Знак Почета».

## Комментарии
1. ↑  Деревня Холодная, относившаяся к Ключевской волости Котельничского уезда, в последующем входила в состав Шабалинского (в 1945—1955 годы — Новотроицкого) района Кировской области; не сохранилась[1].